# BBC Radio 4 Extra
(Gwyneth Williams, direttore di Radio 4 e Radio 4 Extra)

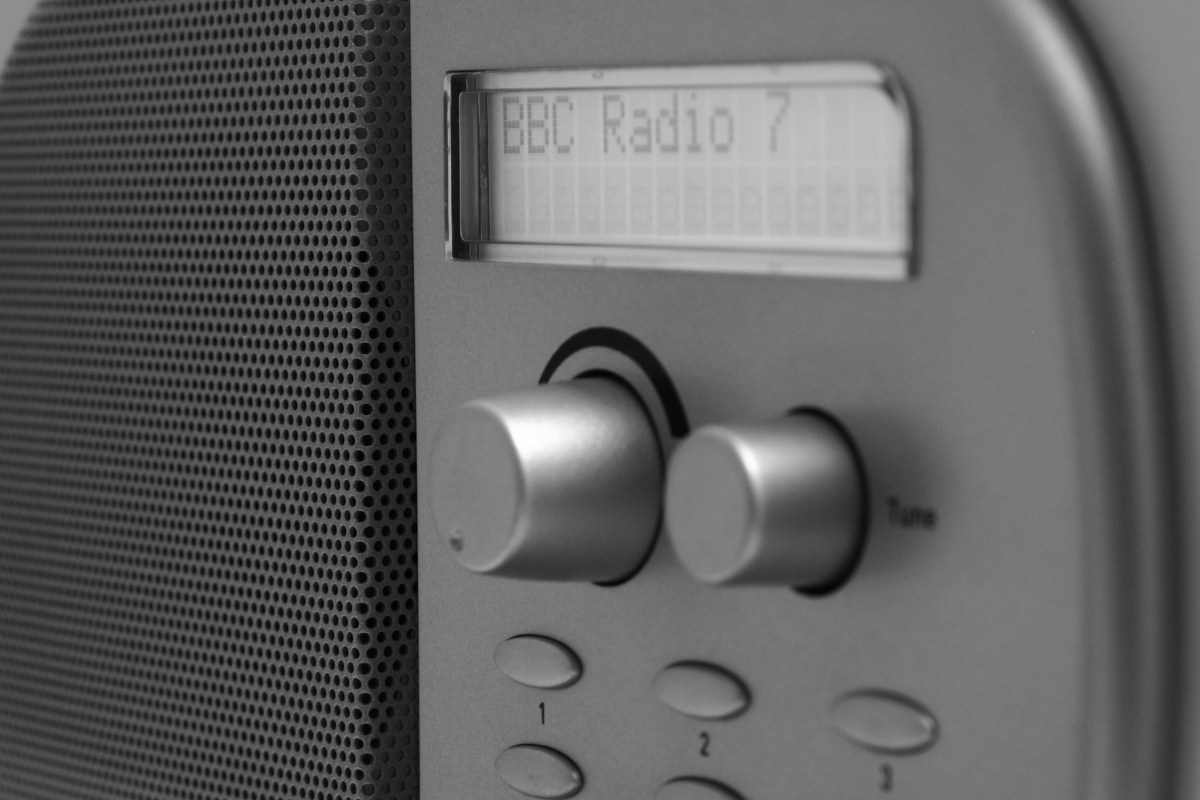
BBC Radio 7 suona

BBC Radio 4 Extra è una stazione radio digitale britannica che trasmette repliche archiviate di programmi nazionali di commedia, dramma documentari 24 ore al giorno. È la principale emittente dell'archivio di parlato della BBC e, di conseguenza, la maggior parte della sua programmazione proviene da tale archivio. Trasmette anche estensioni di programmi ed integrazioni di  quelli trasmessi dalla stazione gemella BBC Radio 4 e fornisce un servizio di "recupero" per alcuni programmi di Radio 4.
La stazione è stata lanciata nel dicembre 2002 come BBC 7, trasmettendo un mix similare di commedia d'archivio, dramma e radio di attualità per ragazzi. La stazione è stata ribattezzata BBC Radio 7 nel 2008, quindi riavviata come Radio 4 Extra nell'aprile 2011. Per il primo trimestre del 2013 Radio 4 Extra ha avuto un pubblico settimanale di 1.642 milioni di persone e una quota di mercato dello 0,95%; nell'ultimo trimestre del 2016 i numeri erano 2.184 milioni di ascoltatori e l'1,2% della quota di mercato.

## Storia

### BBC 7
La stazione è stata inizialmente lanciata come BBC 7 il 15 dicembre 2002 dal comico Paul Merton. Il primo programma è stato trasmesso alle 20:00 ed è stato in simulcast con Radio 4. La stazione, indicata con il nome in codice "Network Z" mentre era in fase di sviluppo, è stata così chiamata per riflettere la presenza della stazione su Internet e sulla televisione digitale oltre alla radio. La stazione trasmette principalmente commedie e drammi archiviati, che hanno tre o più anni o sono stati trasmessi due volte sulla stazione originale.
La stazione trasmetteva anche una sezione a tema per i programmi per bambini. Questa sezione conteneva una varietà di programmi, tra cui The Little Toe Radio Show (in seguito ribattezzato CBeebies Radio), rivolto a bambini più piccoli e composto da brevi serial, storie e rime, e The Big Toe Radio Show con telefonate, quiz e storie per la fascia di età superiore a 8 anni. Il segmento ha anche ospitato l'unico programma di notizie sulla rete presentato dal team di Newsround.
La stazione ha vinto il Sony Radio Academy Award per il suono della stazione nel 2003, è stata nominata per il Premio Promo nel 2004 e nel 2005 ha ricevuto un argento per il premio Short-Form, oltre a nomination nel parlato e nelle sezioni annuali Stazione dell'anno del digitale terrestre. A causa della natura di archivio della stazione, la stazione è stata programmata, prodotta e studiata da 17 persone, esclusi i presentatori.
La stazione è stata ribattezzata il 4 ottobre 2008 come BBC Radio 7, nel tentativo di allinearla ad altri marchi della BBC Radio. Ha anche coinciso con l'introduzione di un nuovo logo di rete per la stazione.
Durante questo periodo successivo, Radio 7 ha visto una crescita del suo pubblico, con un tasso di crescita del 9,5% annuo nel 2010, passando da 931.000 ascoltatori nel primo trimestre di quell'anno a 949.000 un trimestre più tardi, rendendola la seconda più ascoltata stazione radio digitale della BBC al momento. Tuttavia, nonostante questa crescita, il pubblico di bambini tra i 4 e i 14 anni è stato riportato solo a 25.000 e nel febbraio 2011 il BBC Trust ha approvato una riduzione delle ore dedicate ai bambini da 1.400 a 350.

### BBC Radio 4 Extra
La BBC ha annunciato l'intenzione di rilanciare la stazione il 2 marzo 2010 e in seguito a una consultazione pubblica, la proposta è stata approvata dall'organo di governo della società, il BBC Trust nel febbraio 2011. Di conseguenza la stazione è stata rilanciata come BBC Radio 4 Extra sabato 2 aprile 2011. La stazione rilanciata conteneva gran parte dello stesso mix di programmazione con alcune nuove aggiunte che riflettevano il nuovo allineamento con Radio 4, molte delle quali erano programmi estesi, archiviati o spin-off di trasmissioni di punta di Radio 4.

## Trasmissioni

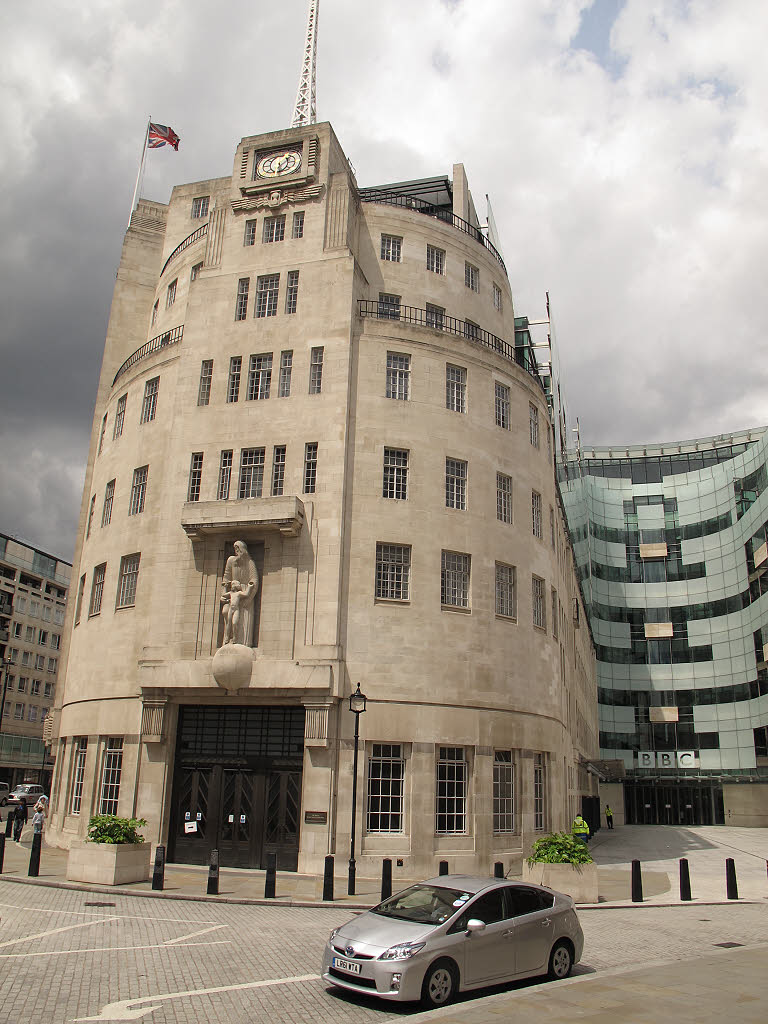
BBC Radio 4 Extra originates from Broadcasting House in central London.

BBC Radio 4 Extra viene trasmesso da Broadcasting House nel centro di Londra, anche se a causa della natura del canale, molto poco del contenuto del canale viene trasmesso in diretta da lì e persino gli annunci deila continuazione dei programmi e di quelli successivi sono preregistrati. Il canale utilizza dieci annunciatori di continuità per collegare tra loro i vari programmi. Questi attualmente sono Wes Butters, Kathy Clugston, Jim Lee, David Miles, Joanna Pinnock, Susan Rae, Debbie Russ, Neil Sleat, Alan Smith, Zeb Soanes, Luke Tuddenham e Chris Berrow. Tra i presentatori precedenti, compresi quelli che presentavano Radio 7, figurano Penny Haslam, Helen Aitken, Rory Morrison, Steve Urquhart, Alex Riley e Michaela Saunders.
La stazione opera solo su reti digitali e quindi non ha alcun segnale radio analogico assegnato. Viene invece trasmessa su internet sul sito Web della BBC, su servizi come Radioplayer e TuneIn e per gli utenti di IPTV. È anche disponibile su digital radio (su cui viene trasmesso monofonicamente) e servizi televisivi tra cui il provider digitale terrestre Freeview, i fornitori di televisione via cavo tra cui Virgin Media e quelli satellitari Freesat e Sky che ricevono il loro segnale dal satellite Astra 2E. La natura paneuropea di questo satellite significa che il segnale può essere ricevuto in tutto il nord Europa.
Il sovrintendente della stazione è Gwyneth Williams, che è responsabile del consiglio della Radio della BBC. BBC Radio 4 Extra è attualmente disponibile solo in stereo su TV digitale (Freeview / FreeSat / Sky / Virgin Media) e online ma non su DAB in quanto la sua velocità massima in bit è di soli 80kbps, sufficiente solo per essere trasmessa in mono.

## Programmazione
Sebbene l'attuale stazione sia un rebranding di Radio 7 e contenga un mix simile di programmi d'archivio, i contenuti sono stati ulteriormente allineati a BBC Radio 4 con nuove aggiunte basate sul loro programmazione. Questi includono versioni estese di programmi come The News Quiz e Desert Island Discs, la trasmissione di edizioni archiviate di quest'ultima come Desert Island Discs Revisited. In precedenza comprendeva anche l'aggiunta del programma Ambridge Extra, una versione più orientata verso i giovani della soap radio The Archers, di lunga durata e una versione estesa di The Now Show.
Alcune programmazioni sono organizzate in blocchi di programmi simili. Il segmento Comedy Club a tarda notte trasmette "due ore di commedia contemporanea" quasi tutte le sere della settimana ed è principalmente presentato da Arthur Smith. Un segmento di vecchia data che è rimasto in seguito al cambiamento da Radio 7, era precedentemente sostenuto da Alex Riley e Phil Williams. Vengono anche trasmesse le commedie precedentemente disponibili come CD sull'etichetta Laughing Stock.
Anche i drammi vengono trasmessi, in particolare nel segmento serale La settima dimensione. Un segmento di programmi di lunga data prosegue da Radio 7, il blocco manda in onda narrativa speculativa, fantascienza, fantasy e storie horror presentate da Nicholas Briggs. Il segmento contiene programmi tra cui i drammi audio Doctor Who con Paul McGann nel ruolo dell'Ottavo Dottore, nonché programmi importati dall'estero, tra cui le trasmissioni americane The Twilight Zone e Garrison Keillor's Radio Show, nonché il Vinyl Cafe di Stuart McLean dal Canada. Tuttavia La settima dimensione è stata recentemente discussa in modo controverso nelle sere nei giorni feriali e l'aggiunta crescente di ripetizioni di vecchi documentari di Radio 4, interviste e programmi "educativi/culturali", riguarda il fatto che il mandato originale della stazione di trasmettere commedia, drammi e intrattenimento è sempre più messo da parte, trasformando Radio 4 Extra in quello che alcuni stanno già iniziando a chiamare "Radio Bore (4)" (Radio Noia), Parte 2.

### Materiale d'archivio
Gran parte della programmazione dei canali è formato da ripetizioni di commedie e drammi classici. Il programma abbraccia The Goon Show (anni '50) e Round the Horne (anni '60), attraverso i favoriti di Radio 2 come The News Huddlines, Castle's On The Air e Listen to Les fino ai più recenti programmi di Radio 4 come Little Britain e Dead Ringers. Alcuni di questi contenuti sono stati recentemente riscoperti, come copie della versione dell'Agente Speciale Dick Barton realizzate per la distribuzione internazionale e primi episodi di The Goon Show.
Pur avendo 50 anni di materiale di archivio da cui attingere, il programma di programmazione di R4E, nella stragrande maggioranza, consiste nel ripetere lo stesso contenuto per un ciclo di 2 anni.

### Programmi originali
La stazione ha trasmesso programmi originali. Newsjack è un attualissimo programma di sketch e notizie nello spirito di Radio 4s Week Ending che incoraggia i contributi degli ascoltatori. Spanking New on Seven era una commedia stand-up e la BBC New Comedy Competition una gara per nuovi comici. Coloro che hanno continuato ad avere le loro serie su Radio 7 sono John-Luke Roberts con Spats e Miriam Elia con A Series of Psychotic Episodes.
The Mitch Benn Music Show presentava canzoni comiche introdotte da Mitch Benn. Gli sketch comici Colin and Fergus' Digi Radio sono andati in onda per due serie nel 2005-2006. Serious About Comedy è stato uno spettacolo settimanale presentato da Robin Ince in cui i comici e i critici della commedia hanno discusso di televisione, radio, DVD e film. Tilt era uno sguardo satirico alle notizie della settimana di punti di vista diversi dalla norma. Knocker era una sitcom di un ricercatore di mercato, scritto e interpretato da Neil Edmond.

#### Programmi originali di Radio 7
Mentre la maggior parte degli spettacoli su Radio 7 erano ripetizioni, i programmi originali includevano:
- Big Toe Books (spettacolo per bambini)
- Serious About Comedy (spettacolo di recensioni di commedie)
- Tilt (commedia di sketch satirici)
- Newsjack (commedia di sketch satirici)
- Spats (Commedia di sketch)
- Knocker (Sitcom)
- The Penny Dreadfuls Present... (Commedia)
- Undone (commedia fantascientifica)
- The Spaceship (commedia fantascientifica)
- Oneira (commedia fantascientifica)
- The Laxian Key (commedia fantascientifica)
- Cold Blood (dramma fantascientifico)
- The Voice of God (dramma fantascientifico)
- Slipstream (dramma fantascientifico)
- A Series of Psychotic Episodes (Commedia con schizzi)
- CBeebies Radio (spettacolo per bambini)
- Colin and Fergus Digi Radio (commedia di sketch)
- No Tomatoes (commedia di sketch)
- The Mitch Benn Music Show (commedia musicale)
- Spanking New on Seven (Stand-up)
- Riproduci e registra (commedia di sketch)
- Piacere di conoscerti (Commedia)
- Gus Murdoch's Sacred Cows (Commedia)
- Planet B (dramma fantascientifico)
- Doctor Who: The Eighth Doctor Adventures (Fantascienza)
- The Man in Black (Horror)
- The Scarifyers (commedia horror)
- This is Pulp Fiction (Crime fiction)

#### Programmi originali di Radio 4 Extra
Programmi originali realizzati per Radio 4 Extra.
- Ambridge Extra (Soap opera, spin-off di The Archers)
- Arthur Smith's Balham Bash (Variety show, ha debuttato su Radio 4 Extra prima di essere trasmesso su Radio 4)
- The 4 O'Clock Show (spettacolo di chiacchiere, incluso intrattenimento per bambini)
- Let's Get Quizzical (Documentario)
- Lord of the Flies (drammatizzazione del romanzo di William Golding)[17]
- Meet David Sedaris (Commedia, ha debuttato su Radio 4 Extra prima di essere trasmesso su Radio 4)
- The Nine Billion Names of God (letture dall'omonima raccolta di racconti di Arthur C. Clarke)
- Sarah Millican's Support Group (Sketch show, ha debuttato su Radio 4 Extra prima di essere trasmesso su Radio 4)
- What's So Funny? (Spettacolo di recensioni comiche)
- Neverwhere (fantasia di Neil Gaiman, primo episodio trasmesso su Radio 4 con episodi successivi su Radio 4 Extra)[18]